# الأول (يوم)
الأوَّل اسم الذي يطلق على يوم الأحد في الجاهلية.
قال ابن دريد: